# Красносельско-Калининская линия
Красносе́льско-Кали́нинская линия (в СМИ также встречается аббревиатура ККЛ) — строящаяся шестая линия Петербургского метрополитена. Соединит через центр юго-западную и северо-восточную части города (Красносельский и Калининский районы — отсюда и её название). Линия пройдёт почти параллельно старейшей Кировско-Выборгской линии с двумя пересадочными узлами на станциях «Путиловская» и «Знаменская», таким образом разгружая её. Строится электродепо ТЧ-8 «Красносельское» для обслуживания Красносельско-Калининской линии; первая очередь будет состоять из двух станций — «Юго-Западная» и «Путиловская» с перспективой первого продления линии от «Путиловской» до «Каретной» не ранее 2030 года. На схемах и указателях планируется обозначение коричневым цветом и пиктограммой .

## История

### История наименования станций
| Дата присвоения наименования | Наименование   | Условное и другие названия              |
| ---------------------------- | -------------- | --------------------------------------- |
| 3 апреля 2009 года           | «Путиловская»  | «Путиловская»                           |
| 3 апреля 2009 года           | «Броневая»     | «Броневая»                              |
| 3 апреля 2013 года           | «Юго-Западная» | «Казаковская», «Улица Маршала Казакова» |
| 3 апреля 2013 года           | «Боровая»      | «Боровая»                               |
| 3 апреля 2013 года           | «Заставская»   | «Черниговская», «Московские ворота»     |
| 23 июня 2014 года            | «Каретная»     | «Обводный канал»                        |

### История строительства
Шестая линия планировалась и проектировалась на протяжении десятилетий, и срок открытия её первого пускового комплекса неоднократно переносился. Проект был утвержден в 2007 году.

#### Первый пусковой комплекс
Строительные работы на Красносельско-Калининской линии начались в конце 2013 года, когда были подготовлены восемь строительных площадок шахт под номерами 841, 842, 843, 844, 845-бис, 849, 851 и 853. В сентябре 2015 года работы по строительству первого пускового комплекса «Юго-Западная» — «Каретная» шестой линии были разделены на три этапа: «Юго-Западная» — «Путиловская»; «Юго-Западная» — «ТЧ-8 Красносельское»; «Путиловская» — «Каретная». Согласно объявленному тендеру и проведённому конкурсу с декабря 2015 года по 2022 год работы по первому этапу стоимостью 37,096 млрд рублей должно было выполнять ОАО «Метрострой», однако в связи с его банкротством 31 августа 2021 года их выполняет АО «Метрострой Северной Столицы».
С 26 сентября 2018 до 24 апреля 2020 года была произведена проходка тоннелепроходческим комплексом вентиляционного тоннеля станции «Юго-Западная» и левого перегонного тоннеля от 842 шахты (которая расположена рядом со станцией «Юго-Западная») до станции «Путиловская», с 24 апреля 2020 до 14 января 2021 года была произведена проходка тоннелепроходческим комплексом служебной соединительной ветви между станциями «Путиловская» и «Нарвская». С 26 июня 2020 до 16 февраля 2021 года была произведена проходка тоннелепроходческим комплексом правого перегонного тоннеля от 843 до 845 шахты. С марта 2021 до января 2022 года была произведена проходка тоннелепроходческим комплексом правого перегонного тоннеля от станции «Юго-Западная» до 843 шахты. С февраля до июня 2022 года была произведена проходка в том же направлении, но уже до 841 шахты.

### Хронология пусков
| №   | Дата пуска      | Участок/этап                                           | Длина   | Кол-во станций |
| --- | --------------- | ------------------------------------------------------ | ------- | -------------- |
| 1   | 2030 год        | «Юго-Западная» — «Каретная» (строится и проектируется) |         | 6              |
| 1.1 | конец 2025 года | «Юго-Западная» — «Путиловская» (строится)              |         | 2              |
| 1.2 | 2030 год        | «Путиловская» — «Каретная» (проектируется)             |         | 4              |
| 1.3 | 2029 год        | «Юго-Западная» — ТЧ-8 «Красносельское» (проектируется) | 1,75 км | —              |

## Пересадки
С юго-запада на северо-восток:
| Со станции             | На станцию           |
| ---------------------- | -------------------- |
| «Путиловская»          | «Кировский завод»    |
| «Заставская»           | «Московские ворота»  |
| «Каретная»             | «Обводный канал»     |
| «Лиговский проспект-2» | «Лиговский проспект» |
| «Знаменская»           | «Площадь Восстания»  |
| «Знаменская»           | «Маяковская»         |

Станции «Боровая» и «Броневая» будут иметь пересадку на одноимённые станции пригородной железной дороги (электрички).

## Депо и подвижной состав
Линия будет обслуживаться двумя депо: ТЧ-8 «Красносельское» и ТЧ-13 «Ручьи», однако, поскольку завершение первого этапа первого пускового комплекса линии планируется раньше их открытия, её обслуживание может проводиться другими депо, в частности — ТЧ-1 «Автово», так как именно в нём эксплуатируется новая модель вагонов 81-725.1/726.1/727.1 «Балтиец», планирующихся к эксплуатации на линии в количестве пяти составов. 19 мая стало известно об идущей сборке кузовов поезда на заводе «Метровагонмаш» в Мытищах под цвет линии. До поставок поездов «Балтиец» в ТЧ-6 «Выборгское» и ТЧ-7 «Южное» ТЧ-1 «Автово» оставалось единственным электродепо, эксплуатирующим данную модель. Также планировалась эксплуатация поездов 81-722/723/724 «Юбилейный» в 6-вагонной составности, однако поезда, оборудованные асинхронным тяговым электродвигателем, коими являются «Балтиец» и «Юбилейный», в 6-вагонном исполнении в Петербургском метрополитене по состоянию на начало 2025 года обслуживались только в ТЧ-5 «Невское».

#### Типы вагонов, планирующихся к эксплуатации на линии
| Тип вагонов                        | Годы       |
| ---------------------------------- | ---------- |
| 81-725.1/726.1/727.1 (планируется) | с открытия |

| Депо                  | Годы обслуживания |
| --------------------- | ----------------- |
| ТЧ-1 «Автово»         | с открытия        |
| ТЧ-8 «Красносельское» | с открытия        |
| ТЧ-13 «Ручьи»         | с открытия        |

## Перспективы
Согласно концепции развития транспортной системы Санкт-Петербурга 2017—2038 гг. (перспектива до 2048 г.), открытие станций «Юго-Западная», «Путиловская», «Броневая», «Заставская», «Боровая», «Каретная» планировалось на период 2019—2022 гг. В настоящее сроки ввода этих станций сдвинуты на 2030 год, из которых «Броневую» и «Боровую» планируется открыть в 2032 и 2033 годах соответственно — по готовности выхода с них на поверхность. До этого момента поезда, аналогично станции «Театральная», будут проезжать их транзитом (без остановки).
Станции «Юго-Западная» и «Путиловская» планируют ввести до конца 2025 года.
В феврале 2025 года АО «Метрострой Северной Столицы» заключило контракт с ООО «Метропроект» на проектирование участка линии от станции «Каретная» до станции «Суворовская» с промежуточными станциями «Лиговский проспект-2» и «Знаменская». Срок сдачи работ отнесен за 2030 год. В рамках этого же контракта до 2028 года планируется строительство второго выхода со станции «Лиговский проспект» Лахтинско-Правобережной линии, который в дальнейшем должен стать общим для обеих станций пересадочного узла, а также связать их с терминалом строящейся Высокоскоростной железнодорожной магистрали Москва — Санкт-Петербург.

### Ручьи
«Ручьи́» — планируемая станция Петербургского метрополитена. Будет располагаться между станцией «Пискарёвка» и депо «Ручьи».
Название станции связано с её расположением вблизи одноимённой железнодорожной станции.
Возможное место расположения станции — на пересечении улицы Руставели и проспекта Науки, у железнодорожной станции Ручьи; либо восточнее пересечения Пискарёвского проспекта и Ручьёвской дороги.
Согласно «Концепции развития метрополитена и других видов скоростного внеуличного транспорта в Санкт-Петербурге на период до 2020 года», открытие станции было запланировано на 2020 год в составе третьей очереди Красносельско-Калининской линии «Большеохтинская» — «Ручьи».
28.06.2011 была утверждена новая стратегия развития метрополитена, согласно которой станция метро «Ручьи» должна быть введена в строй после 2025 года. Позднее планы строительства участка Шестой линии от «Каретной» в сторону станции «Ручьи» отодвинулись на «после 2030 года».

### Пискарёвка
«Пискарёвка» — планируемая станция Петербургского метрополитена. Будет располагаться между станциями «Бестужевская» и «Ручьи».
Название станции связано с её расположением вблизи железнодорожной станции Пискарёвка и Пискарёвского проспекта. До 1945 года в том районе находилась деревня Пискарёвка, также известная тем, что по ней названо Пискарёвское мемориальное кладбище, где в годы блокады похоронили в братских могилах около 500 000 человек.
Вестибюль будет располагаться между железнодорожной станцией Пискарёвка и Брюсовской улицей, с возможным выходом на противоположную от железнодорожных путей сторону. Станция планируется глубокого заложения.
Согласно «Концепции развития метрополитена и других видов скоростного внеуличного транспорта в Санкт-Петербурге на период до 2020 года», открытие станции было запланировано на 2020 год в составе третьей очереди Красносельско-Калининской линии. Позднее планы строительства участка Шестой линии от «Каретной» в сторону станции «Ручьи» отодвинулись на «после 2030 года».

### Бестужевская
«Бесту́жевская» — планируемая станция Петербургского метрополитена. Будет располагаться между станциями «Полюстровский проспект» и «Пискарёвка».
Название станции связано с расположением выхода вблизи Бестужевской улицы.

### Полюстровский проспект
«Полю́стровский проспе́кт» — планируемая станция Петербургского метрополитена. Будет располагаться между станциями «Смольный» и «Бестужевская».
Название станции связано с её расположением вблизи Полюстровского проспекта. Один вестибюль планируется разместить на пересечении шоссе Революции и Среднеохтинского проспекта, другой — на пересечении Полюстровского проспекта и Апрельской улицы.
Изначально проект учитывал перспективы строительства Орловского тоннеля.
Согласно «Концепции развития метрополитена и других видов скоростного внеуличного транспорта в Санкт-Петербурге на период до 2020 года», открытие станции было запланировано на 2020 год в составе третьей очереди Красносельско-Калининской линии «Большеохтинская» — «Ручьи». Позднее строительство участка Шестой линии от «Каретной» в сторону станции «Ручьи» отодвинулось на «после 2030 года».
В дальней перспективе (после 2030 года) предполагается строительство пересадки на станцию с «Полюстровский проспект-2»(?) Кольцевой линии.

### Смольный
«Смо́льный» — планируемая станция Петербургского метрополитена. Будет располагаться между станциями «Суворовская» и «Полюстровский проспект».
Станцию «Смольный» планируется построить в районе Смольного, что и определило выбор её названия.

### Суворовская
«Суво́ровская» — планируемая станция Петербургского метрополитена. Будет располагаться между станциями «Знаменская» и «Смольный».
Название станции связано с её расположением вблизи одноимённого проспекта. Также станция будет располагаться вблизи нового комплекса зданий Администрации Санкт-Петербурга «Невская ратуша».
Согласно «Концепции развития метрополитена и других видов скоростного внеуличного транспорта в Санкт-Петербурге на период до 2020 года» от 2008 года, открытие станции было запланировано на 2020 год в составе второй очереди Красносельско-Калининской линии «Обводный канал-2» — «Большеохтинская».
По данным на 2013 год, открытие станции планируется после 2025 года. Позднее планы строительства участка Шестой линии от «Каретной» в сторону станции «Ручьи» отодвинулись на «после 2030 года».
Возможные места расположения выходов со станции — угол Суворовского проспекта и улицы Моисеенко и угол Дегтярного и Заячьего переулков.

### Знаменская
«Зна́менская» — планируемая станция Петербургского метрополитена. Будет располагаться между станциями «Лиговский проспект-2» и «Суворовская».
Станцию «Знаменская» планируется построить в районе площади Восстания, называвшейся до 1918 года «Знаменской» — по находившейся на ней Знаменской церкви. Запланирован переход на станции «Площадь Восстания» и «Маяковская».
В планах развития площади Восстания включено строительство двух подземных пешеходных переходов от гостиницы «Октябрьская»: одного от выхода станции «Площадь Восстания», второго от выхода станции метро «Знаменская», которую планировали открыть к 2020 году. Однако планы строительства участка Шестой линии от «Каретной» в сторону станции «Ручьи» отодвинулись на «после 2030 года».

### Лиговский проспект-2
«Ли́говский проспе́кт-2» — планируемая станция Петербургского метрополитена. Будет располагаться между станциями «Каретная» и «Знаменская» по соседству с действующей станцией «Лиговский проспект» четвёртой линии, с которой она будет связана переходом.
Возможные варианты расположения выхода со станции — в районе пересечения Лиговского проспекта с Кузнечным переулком или на территории бывшей станции Московская-Товарная. На 2025 год предполагается два выхода — один к терминалу ВСМ Москва — Санкт-Петербург, второй — в город через административное здание, которое будет построено на месте здания по адресу: Лиговский проспект, 52. 
Планы строительства участка шестой линии от «Каретной» в сторону станции «Ручьи» отодвинулись на «после 2030 года».

## Особенности проекта линии
Станции линии планируются с расчётом на 8-вагонную составность поездов, две станции первой очереди — «Юго-Западная» и «Путиловская» — оборудованными платформенными раздвижными дверьми на одной островной платформе. Имеющая также две такие станции Невско-Василеостровская линия — «Зенит» и «Беговую» и, в будущем, «Богатырскую» и «Каменку», — рассчитаны на 6 вагонов и имеют береговые платформы. «Зенит» и «Беговая» в ряде источников ошибочно классифицируются как станции закрытого типа.
Хотя первая очередь линии будет состоять из двух станций, за обеими расположатся оборотные тупики, один из которых — у станции «Путиловская» (с которой также будет пересадка на «Кировский завод») — одновременно станет частью служебной соединительной ветви, ведущей на Кировско-Выборгскую линию, в связи с чем на линии планируется осуществление «полноценного» т. н. «кольцевого» движения — со сменой направления движения поезда (его оборота) не на станции. На постсоветском пространстве есть похожие примеры линий, но с отсутствием у них оборотного тупика — у Зелёной линии Бакинского метрополитена и челночного ответвления в Ереванском метрополитене. Также на линии планируется эксплуатация пяти поездов 81-725.1/726.1/727.1 «Балтиец», что делает невозможной организацию челночного движения, при котором на каждом из двух главных путей линии может быть только один состав или вагон, ездящий в обе стороны (отсутствует парность поездов). Ранее также предполагалась эксплуатация поездов 81-722/723/724 «Юбилейный».
Поскольку открытие линии ожидается до ввода ТЧ-8 «Красносельское» (не ранее 2027 года), её обслуживанием будет заниматься ТЧ-1 «Автово» ввиду своего близкого расположения к Красносельско-Калининской линии относительно остальных, а также в связи с эксплуатацией в ТЧ-1 «Автово» последней на текущий момент модели поезда — 81-725.1/726.1/727.1 «Балтиец», планирующейся к эксплуатации на линии. Также предусматривалась эксплуатация поездов 81-722/723/724 «Юбилейный» в 6-вагонной составности, однако поезда, оборудованные асинхронным тяговым электродвигателем, в 6-вагонном исполнении в Петербургском метрополитене по состоянию на начало 2025 года обслуживаются только в ТЧ-5 «Невское».

### Варианты организации движения поездов
Специалистами, в связи с задержкой открытия пересадочного узла с «Кировского завода» на «Путиловскую», предлагался вариант организации движения поездов по принципу так называемого вилочного движения — разделения одной линии на две части с разными направлениями, в случае с Красносельско-Калининской линией — через служебную соединительную ветвь на Кировско-Выборгскую линию, находящуюся у станции «Нарвская», что, однако, не является реализуемым как с точки зрения эксплуатации, так и навигации — ориентирования пассажиров.

## Переносы сроков открытия
Изначально линию планировалось открыть в 2022 году, однако в 2020 году сроки были перенесены на сентябрь 2023 года. 8 февраля 2021 года стало известно, что её планируют открыть не раньше 15 декабря 2024 года, вместе со станцией «Горный институт» на Лахтинско-Правобережной линии. Позже власти Санкт-Петербурга сообщили о планах открыть «Горный институт» раньше —  1 сентября 2024 года, на что «Метрострой Северной Столицы» не отреагировал, хотя принадлежит правительству Санкт-Петербурга и группе ВТБ. Сроки же открытия линии 31 мая 2024 года были перенесены на 30 апреля 2025 года в связи с несостоявшейся закупкой «Метростроем Северной Столицы» платформенных раздвижных дверей. Впоследствии сроки завершения строительства Красносельско-Калининской линии сдвинулись на декабрь 2025 года, после чего Смольный объявил об открытии до конца 2025 года.

## Критика
По информации издания DixiNews, открытие линии с двумя станциями носило цель пиара кандидатуры Александра Беглова на переизбрание губернатором, существенно не решая этим вопрос загруженности Кировско-Выборгской линии; Красносельско-Калининскую линию, несмотря на перенос сроков на 30 апреля 2025 года из-за неудавшейся закупки платформенных раздвижных дверей «Метростроем Северной Столицы», по информации издания «Деловой Петербург», правительством по-прежнему обещалось открыть в IV квартале 2024 года. То же, ссылаясь на документацию Смольного, утверждала и «Фонтанка.ру», замечая, однако, что это противоречит перенесённым срокам окончания работ по установке платформенных раздвижных дверей, без которых, будучи внесёнными в проект, станция не откроется. Затем сроки открытия стали неизвестны, поскольку впоследствии заявленное завершение строительства в декабре 2025 года открытием не является. После этого Смольный объявил об открытии до конца 2025 года.

### Комментарии
1. ↑  После 1993 года[6] все линии в навигации обозначаются номерами и цветами[7], однако названия линий, образованные от соединяемых ими районов, продолжают использоваться в рабочей документации[8]
2. ↑  По открытии станет второй в Петербургском метрополитене после Лахтинско-Правобережной линии, временно не имеющей собственного электродепо: её обслуживанием будет заниматься ТЧ-1 «Автово»[12]; Лахтинско-Правобережную линию до открытия ТЧ-9 «Правобережное»[13] обслуживает ТЧ-3 «Московское»[14]